# جان راسل (سوارکار)
جان راسل (انگلیسی: John Russell؛ ۲ فوریه ۱۹۲۰ – ۳۰ سپتامبر ۲۰۲۰) ورزشکار اهل ایالات متحده آمریکا بود.
وی در مسابقات کشوری و بین‌المللی در مجموع برندهٔ ۱ مدال برنز شده‌است.